# Valter Håkansson
Hjalmar Valter Håkansson, född 4 oktober 1915 i Hinneryds församling, Kronobergs län, död 8 november 2007 i S:t Nikolai församling, Halmstad, var en svensk lantmätare.
Håkansson, som var son till köpman Hjalmar Håkansson och Aina Björkman, avlade studentexamen i Växjö 1935 och utexaminerades från Kungliga Tekniska högskolan 1940. Han var verksam som lantmätare i Kronobergs, Hallands och Älvsborgs län 1941–1951, stadsingenjör i Växjö stad 1951–1955 och i Halmstads stad från 1955.